# 曽根藩
曽根藩（そねはん）は、豊臣政権下で美濃国安八郡の曽根城（現在の岐阜県大垣市曽根町）を居城とした西尾光教の領国を「藩」と捉えた呼称。関ヶ原の戦いにおいて西尾光教は東軍に属し、戦後に加増の上で美濃揖斐藩に移された。

## 歴史
曽根城は、永禄年間（1558年 - 1569年）に西美濃三人衆の一人・稲葉良通（一鉄）が築城したとされる城で、良通が居城とした。天正7年（1579年）、良通は家督と曽根城を嫡男の稲葉貞通に譲り、清水城（現在の揖斐郡揖斐川町清水）に移り住んだ。天正10年（1582年）、貞通は嫡男の稲葉典通に家督と曽根城を譲った。天正15年（1587年）の九州征伐の際、典通は豊臣秀吉の怒りを買って伊勢国朝熊に蟄居させられ、貞通が再度曽根城主となる。貞通は翌天正16年（1588年）に郡上郡に移され、郡上八幡城を修築して居城とした（郡上藩も参照）。
天正16年（1588年）、稲葉氏に代わり曽根城には西尾光教が入った。知行は2万石。慶長5年（1600年）の関ヶ原の戦いでは光教は東軍に与し、岐阜城攻めでは地理に詳しいころから福島正則と共に先鋒を務め、曽根城を防衛し、大垣城攻めでは敵将福原長堯を説得して降伏させた。これらが功績とされ、戦後に1万石が加増された。加増後の領地は、美濃国大野郡・本巣郡・加茂郡・安八郡の4郡内で都合3万石。光教は揖斐陣屋（現在の揖斐川町三輪）に拠点を移し（揖斐藩）、曽根城は廃城になったとされる。
曽根村は美濃国一国郷牒（慶長郷牒）時点では西尾光教の知行地であった。その後徳川直轄領となり、寛永12年（1635年）以後大垣藩領となった。

## 歴代藩主
西尾家
外様。2万石。
1. 光教